# Belgrandiella edessana
Belgrandiella edessana е вид коремоного от семейство Hydrobiidae. Видът е уязвим и сериозно застрашен от изчезване.

## Разпространение
Разпространен е в Турция.